# Wild Nothing
Wild Nothing è un gruppo musicale statunitense di genere indie pop, creato da Jack Tatum nel 2009.

## Storia
Quando era al college (nella città di Blacksburg), Jack Tatum suonava nella band Jack and the Whale and Facepaint. Jack Tatum inizia ad incidere con il nome di Wild Nothing nell'estate del 2009. Emergendo all'epoca in cui andavano di moda alcune band in stile C86, le registrazioni demo di Tatum guadagnarono attenzione nel mondo della musica indie con la cover di Kate Bush's "Cloudbusting". Tatum firmò con l'etichetta Captured Tracks dopo il successo di quelle demo e iniziò a suonare con il bassista Jeff Haley, il chitarrista Nathan Goodman e il batterista Max Brooks. Ora il basso è suonato da Chuck Violand e la batteria da Michael Skattum.
Il primo singolo dei Wild Nothing, "Summer Holiday", fu inciso da Captured Tracks nel 2009, seguito da "Cloudbusting." Il debutto della band, Gemini, fu commercializzato nella primavera del 2010. Gemini fu classificato al 49º posto come miglior album di quell'anno da Pitchfork e al 36º posto nell'analoga classifica di Amazon.com Music Editors.
Un successivo EP intitolato Golden Haze fu distribuito tra ottobre e novembre del 2010.

## Discografia

### Album
- 2010 - Gemini (Captured Tracks)
- 2012 - Nocturne (Bella Union / Captured Tracks)
- 2016 - Life of Pause (Captured Tracks)
- 2018 - Indigo (Captured Tracks)
- 2023 - Hold

### EPs
- 2010 - Evertide (Warmest Chord)
- 2010 - Golden Haze (Captured Tracks)
- 2011 - Gruesome Flowers: A Tribute to the Wake (Captured Tracks) - Split con i Beach Fossils
- 2013 - Empty Estate (Captured Tracks)

### Singoli
- 2009 - Summer Holiday (Captured Tracks)
- 2009 - Cloudbusting (Captured Tracks)
- 2012 - Nowhere (Captured Tracks)
- 2012 - Shadow (Captured Tracks)
- 2012 - Nowhere (Captured Tracks)
- 2012 - Only Heather (Captured Tracks)
- 2013 - A Dancing Shell (Captured Tracks)
- 2015 - To Know You (Captured Tracks)
- 2015 - TV Queen (Captured Tracks)
- 2016 - Reichpop (Captured Tracks)
- 2016 - Life of Pause (Captured Tracks)
- 2016 - A Woman's Wisdom (Captured Tracks)
- 2018 - Letting Go (Captured Tracks)
- 2018 - Partners in Motion (Captured Tracks)
- 2018 - Shallow Water (Captured Tracks)

### Brani inediti estratti da compilation
- 2017 - Begin Again (tratto da Our First 100 Days)